# Gloria Moreno
Gloria Wendolline Moreno Sotelo (ur. 23 lutego 1989) – meksykańska zapaśniczka w stylu wolnym. Szósta na mistrzostwach panamerykańskich w 2010 i siódma w 2009. Brązowa medalistka igrzysk Ameryki Środkowej i Karaibów w 2010 roku.